# Franz Herbich (Geologe)
Franz Herbich (* 15. Januar 1821 in Preßburg; † 15. Januar 1887 in Klausenburg) war ein österreichischer Geologe und Paläontologe.

## Leben
Franz Herbich war der Sohn des Militärarztes und Botanikers Franz Herbich (1791–1865). Er studierte 1840/41 zunächst an der Universität Wien Medizin für den Dienst in der Armee, studierte dann aber Bergbau in der Gegend von Schemnitz. 1845 bis 1854 arbeitete er in den Bergwerken der Bukowina und ab 1854 in Siebenbürgen. Er war bis 1859 in den Eisenwerken von Keresztbánya und Füle und zuletzt Direktor im Kupferbergwerk von Balánbánya. Ab 1859 war er  Kustos-Adjunkt am Museum in Klausenburg, dem er seine mineralogische Sammlung stiftete. Ab 1870 war er außerdem Hilfsgeologe in der geologischen Landesaufnahme des östlichen Siebenbürgen. 1875 promovierte er in Klausenburg und war dort bis 1879 Privatdozent. Er war 1879 bis 1881 Bergrat und -Referent für den Bergbau in Bosnien-Herzegowina. 1882/83 kartierte er als Geologe das Gebiet zwischen den Pässen von Törzburg und Ojtoz.